# Ray Walston
Ray Walston, geboren als Herman Walston (New Orleans, Louisiana, VS, 2 december 1914 - Beverly Hills, Californië, VS, 1 januari 2001), was een Amerikaans acteur. Hij speelde de hoofdrol in de comedy My Favorite Martian en rechter Henry Bone in de drama-serie Picket Fences.

## Biografie

### Vroege leven
Hij begon al op jonge leeftijd met acteren in vele New Orleans theaters. Hij had kleine rollen bij verschillende (onder andere reizende) toneelgezelschappen, maar verkocht ook kaartjes en maakte schoon bij een bioscoop. Zijn familie verhuisde naar Houston, Texas, waar hij zich in 1938 voegde bij het Houston Civic Theater, geleid door Margo Jones.

### Toneelwerk
Walston was zeer populair bij Margo Jones's team van acteurs voor hij verhuisde naar Cleveland, Ohio, waar hij drie jaar doorbracht bij het Cleveland Playhouse. Toen verhuisde hij naar New York, waar hij zijn Broadwaydebuut maakte in een productie van Hamlet (1945). Later werkte hij in shows geregisseerd door José Ferrer en George Abbott. Abbott vroeg Walston in de rol van Satan in Damn Yankees, met danseres Gwen Verdon als zijn sexy hulp Lola. De magie tussen Verdon en Walston was zo groot dat ze veel succes kregen en verschillende prijzen wonnen voor hun rollen. Na een tiental jaren in de theaters van New York te hebben doorgebracht, won hij een Tony Award, en hij en Verdon werden gevraagd voor de film-versie van Damn Yankees (1958).

### Film- en televisiewerk
Walston had vervolgens een succesvolle filmcarrière na Damn Yankees, te beginnen met South Pacific (1958), Say One for Me (1959), Tall Story, Portrait in Black en The Apartment (allemaal in 1960), Convicts 4 (1962), Wives and Lovers en Who's Minding the Store? (beide in 1963), Kiss Me, Stupid (1964), Caprice (1967), Paint Your Wagon (1969), en The Sting (1973).
Walston ging door met televisiewerk en een van zijn grootste successen was het spelen van een Marsman, Oom Martin, in My Favorite Martian van 1963 tot 1966. Zijn medespeler was Bill Bixby.

### NaMartian
Na zijn sterrol in Martian, keerde hij terug in zijn veelgelouwerde rol als karakteracteur op de televisie in de jaren '70 en '80, waarbij hij een gastrol verzorgde in vele shows, zoals Love, American Style, The Rookies, Mission: Impossible, Ellery Queen, The Six Million Dollar Man, Little House on the Prairie, en Bill Bixby’s The Incredible Hulk (waarin hij een goochelaar speelde), en vele andere.
Van 1980 tot 1992 speelde hij in 14 films, zoals de rol van Mr. Hand in Fast Times at Ridgemont High (1982).

### Televisie comeback
In 1984 speelde Walston een rechter in een episode van Night Court. Zes jaar later werkte hij samen met David E. Kelley, terwijl hij een gastrol kreeg in L.A. Law. Deze rollen bezorgden hem de rol van Rechter Henry Bone in Picket Fences, die begon te draaien in 1992 voor CBS. Het was eerst een kleinere rol, maar het was zo'n succes, dat hij in het tweede seizoen een hoofdrol kreeg.
Pas toen hij in de 70 was werd hij genomineerd voor een Emmy Award. Hij werd drie keer genomineerd voor Beste Bijrol in een Drama Serie, en won die twee keer (in 1995 en 1996) voor zijn werk in Picket Fences. Hoewel Walston genoot van zijn werk in de serie, daalden de kijkcijfers en CBS stopte de serie na vier seizoenen in 1996.

### Einde van zijn carrière
Zijn carrière kwam aan een eind toen hij Grootvader Walter Addams speelde in Addams Family Reunion (1998), de meteen op video verschijnende tweede opvolger van de film The Addams Family uit 1991, deze keer met Tim Curry als Gomez Addams en Daryl Hannah als Morticia Addams.
Een jaar later had hij een rol in de film-remake van zijn succesvolle serie My Favorite Martian (1999).
Zijn laatste filmrol was in de film Early Bird Special. Vlak voor zijn dood had hij nog een gastoptreden in de televisieserie 7th Heaven.
Walston stierf op 1 januari 2001 (nieuwjaarsdag) in Beverly Hills, Californië op natuurlijke wijze, een maand na zijn 86e verjaardag. Hij liet een vrouw, Ruth, een dochter, Katherine Ann, en twee kleinkinderen achter.